# Kvistofta landskommun
Kvistofta landskommun var en tidigare kommun i dåvarande Malmöhus län. 

## Administrativ historik
Kommunen bildades i Kvistofta socken i Luggude härad och Rönnebergs härad i Skåne när 1862 års kommunalförordningar trädde i kraft. 
Vid kommunreformen 1952 uppgick kommunen i Vallåkra landskommun som 1971 uppgick i Helsingborgs kommun.

## Politik

### Mandatfördelning i valen 1938–1946
| 20 |

| 19 |

| 20 |

| 18 |

| 20 |

| 20 |

| 20 |

| 19 |

| 20 |

| 20 |

| 10 | 10 |

| 20 |

| 11 | 9 |

| 19 |

| 11 | 9 |

| 19 |

| 10 | 10 |

| 19 |